# Christopher Duggan
Christopher John Hesketh Duggan (Londra, 4 novembre 1957 – Londra, 2 novembre 2015) è stato uno storico britannico, docente di storia italiana nonché direttore del Centre for the Advanced Study of Italian Society all’Università di Reading.
Allievo di Denis Mack Smith, che ha scritto la prefazione al libro di Duggan La mafia durante il fascismo, ha pubblicato diverse opere circa i rapporti tra Cosa Nostra e fascismo.

## Biografia
Il 2 novembre 2015 venne trovato morto nella sua casa sita nel quartiere londinese di Twickenham: la sua scomparsa è stata registrata come "suicidio".
Ha ricoperto la carica di presidente per la Association for the Study of Modern Italy, carica ricoperta in precedenza anche dal suo mentore Denis Mack Smith.

## Opere
- Breve storia della Sicilia (A History of Sicily, 1986), con Moses I. Finley.[4], Bari, Laterza, 1987, 2006.
- La mafia durante il fascismo (Fascism and the Mafia, 1989), Prefazione di Denis Mack Smith, trad. di Patrizia Niutta, Soveria Mannelli, Rubbettino, 1992; II ed., con uno scritto di Leonardo Sciascia, postfazione di Gaetano Savatteri, Collana Universale, Rubbettino, 2007, ISBN 978-88-498-1823-9.
- Storia breve d'Italia (A Concise History of Italy, 1994), traduzione di P. Cereda, Casale Monferrato, Piemme, 1998, ISBN 978-88-384-3067-1. - II ed. (2013), Collana I saggi, Milano, Baldini & Castoldi, 2014, ISBN 978-88-685-2052-6.
- Christopher Duggan-Christopher Wagstaff (a cura di), Italy in the Cold War: Politics, Culture and Society 1948–58, Oxford: Berg, 1995, ISBN 978-1859730386.
- Creare la nazione. Vita di Francesco Crispi (Francesco Crispi, 1818–1901: From Nation to Nationalism), trad. Giovanni Ferrara degli Uberti, Collana Storia e Società, Roma-Bari, Laterza, 2000, ISBN 88-42-062-19-7.
- La forza del destino. Storia d'Italia dal 1796 a oggi (The Force of Destiny: a History of Italy Since 1796, 2007), trad. di G. Ferrara degli Uberti, Collana Storia e Società, Roma-Bari, Laterza, 2008, ISBN 978-88-4207-068-9.
- Il popolo del Duce. Storia emotiva dell'Italia fascista (Fascist Voices: An Intimate History of Mussolini's Italy, 2012), traduzione di G. Ferrara degli Uberti, Collana I Robinson. Letture, Roma-Bari, Laterza, 2013, ISBN 978-88-581-0934-2.
- Stephen Gundle-Christopher Duggan-Giuliana Pieri (a cura di), The Cult of the Duce: Mussolini and the Italians, Manchester: Manchester University Press, 2013, ISBN 978-07-190-8896-4.